# Faro de Old Head of Kinsale
El Faro de Old Head of Kinsale (en inglés: Old Head of Kinsale Light y en irlandés, An Seancheann) es un faro situado cerca de la localidad de Kinsale, Condado de Cork, Irlanda, en el cabo del mismo nombre. Marca la entrada al puerto de Kinsale.

## Historia
El faro es uno de los seis construidos en la costa irlandesa por Sir Robert Reading con la autorización del rey Carlos II de Inglaterra del 13 de noviembre de 1665. El modelo era único para todos y estaban alimentados con carbón. Hacia 1683 el faro debió quedarse fuera de servicio ya que en 1703 una petición de la localidad de Kinsale a la Cámara de los Comunes solicitaba la reinstalación del mismo.

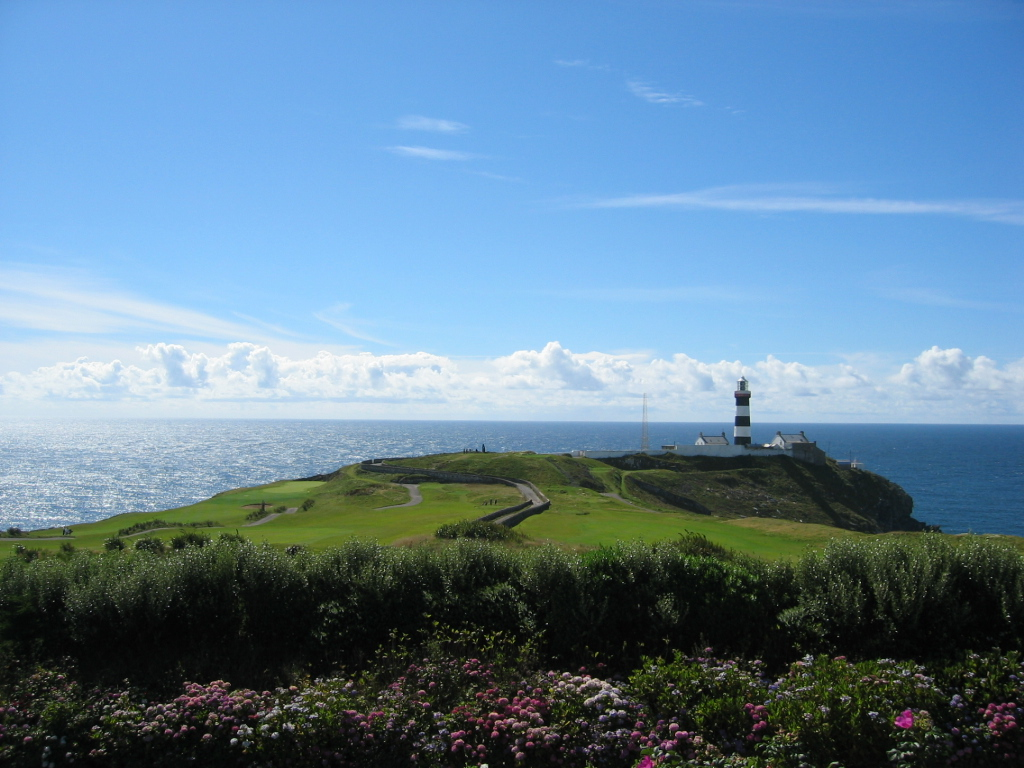
Vista del cabo de Old Head of Kinsale y su faro.

En 1804 se construyó una linterna temporal de 6 pies de diámetro con doce lámparas de aceite y reflectores para sustituir el fuego de carbón hasta entonces existente. En julio de 1812, el Inspector de Faros, George Halpin, informó del mal estado de la lintena y recomendó la sustitución del faro por un nuevo edificio y aparato óptico. Tres meses después llegó la autorización para construir un nuevo faro, de diseño muy similar al de Baily en el Cabo de Howth, de 12,8 metros de altura y un edificio concéntrico en la base para el farero. El nuevo faro entró en servicio el 16 de mayo de 1814 y proyectaba una luz fija blanca a 89,6 metros sobre el nivel del mar que podía ser vista a 23 millas náuticas. La luminaria constaba de 27 lámparas de Argand cada una de ellas con un reflector parabólico.
En 1843 se informó que el faro resultaba ser demasiado alto y la luz quedaba frecuentemente oscurecida por nubes bajas, por lo que se sugirió trasladar el faro hacia la punta del cabo y situarlo a menor nivel. En 1846 se aprobó la construcción del tercer faro, de 30 metros de altura, siendo también diseñado y construido bajo la supervisión de Georde Halpin. En 1853 se puso en servicio el nuevo faro. Emitía también una luz blanca fija a una altitud de 72 metros sobre el nivel del mar. Estaba igualmente alimentado con aceite y se instaló un aparato de lentes dióptricas de primer orden con un alcance de 21 millas. En faro de 1814 fue parcialmente desmontado para no dar lugar a confusiones entre ambos edificios.
El nuevo faro dejaba sin iluminar la bahía de Courtmacsherry. Ante las quejas que dio a lugar este hecho se decidió en 1855, dotar al faro de un sector rojo señalando la bahía. Este sector permaneció hasta que en 1907 se cambió la luz característica del faro a la actual de dos destellos cada diez segundos.
En 1893 se instalaron tres cañones a modo de señal acústica. Se disparaban dos salvas cada diez minutos. La señal sonora explosiva continuó en servicio hasta 1972 cuando fue sustituida por una sirena que a su vez fue sustituida por una eléctrica y automatizada en 1985.
En 1907 se reformó el faro instalándose una nueva linterna metálica, lámparas de incandescencia alimentadas con parafina vaporizada, un aparato óptico catadióptrico-dióptrico de primer orden y un mecanismo de relojería para darle la nueva luz característica de dos destellos en 10 segundos. El faro fue electrificado en 1972. Desde 1978 el faro está iluminado cuando la señal sonora está activada. En 1987 el faro fue automatizado.

## Características
El faro emite una luz blanca en grupos de dos destellos en un ciclo de 10 segundos. El faro tiene un alcance nominal nocturno de 20 millas náuticas. Durante el día, si por las condiciones meteorológicas es necesario el uso de la señal sonora, el faro también permanece encendido.